# رهاب الهاتف

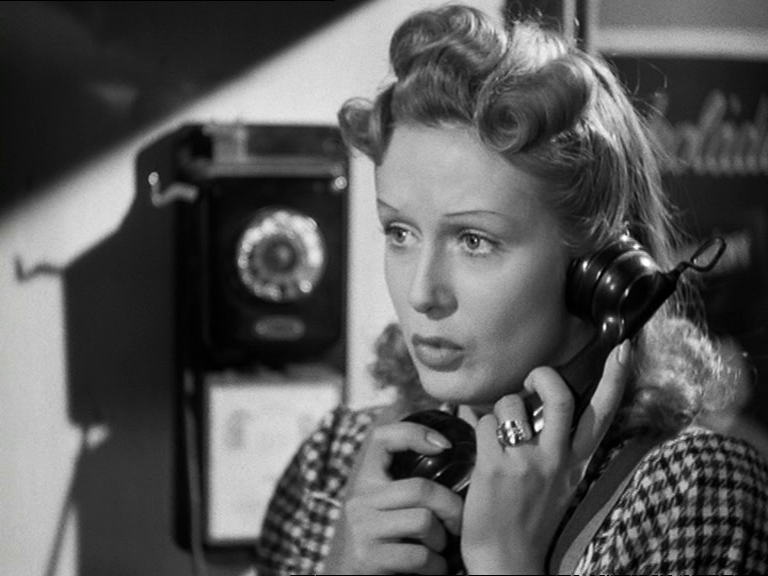
صوره توضح رهاب والقلق من استعمال الهاتف وما ينتج عنه من اختلاف في تفاصيل الوجة للمتحدث

الخوف من المكالمات الهاتفية أو فوبيا الهاتف أو تليفون فوبيا أو رهاب المكالمات الهاتفية هو الإحجام أو الخوف من إجراء المكالمات الهاتفية أو استقبالها وهي تعني حرفياً (الخوف من الهواتف). وهي نوع من أنواع الفوبيا الاجتماعية أو القلق الاجتماعي. ويمكن مقارنتها برهاب التكلم، فكلاهما ينشأ عن الخوف من الخوض في حوار مع الجماهير والخوف المرتبط بكونك موضع انتقاد أو الظهر بمظهر الأحمق.
وكما هو معلوم في كل أنواع الفوبيا، هناك خوف شديد من المحادثات الهاتفية وصعوبات نسبية. في عام 1993 قدر حوالي 2 ونصف مليون شخص في بريطانيا العظمي بكونهم مصابي فوبيا التلفونات.
يشير مصطلح «الخوف من المكالمات الهاتفية» إلى حالة منخفضة من فوبيا التليفون والتي يعاني فيها المصاب من القلق من استخدام الهواتف ولكنها أقل درجة من الفوبيا الفعلية.
لا يعاني المصابون من مشاكل خاصة بالتعامل وجها لوجه لكنهم يعانون من التعامل عبر الهواتف.